# Alan Sugar
Alan Michael Sugar (* 24. března 1947 Londýn) je anglický podnikatel židovského původu. Zakladatel firmy Amstrad (1968), která se výrazně podílela na šíření osobních počítačů v Británii v 80. letech. Za to byl také roku 2000 uveden do šlechtického stavu. Firmu prodal roku 2007. V letech 1991–2001 byl majitelem a prezidentem fotbalového klubu Tottenham Hotspur. V roce 2016 byl podle Sunday Times 95. nejbohatším člověkem ve Velké Británii s majetkem v hodnotě přes 1 miliardu liber. K židovským kořenům se hlásí, ale je ateistou. V letech 1997–2015 byl členem a sponzorem Labour Party, opustil ji po jejím razantním příklonu doleva. V referendu o brexitu podporoval setrvání Británie v EU, roku 2017 před volbami veřejně podpořil konzervativní lídryni Theresu Mayovou. Je velkým kritikem lídra Labour party Jeremy Corbyna a v roce 2018 vzbudil rozruch, když retweetnul fotomontáž, v níž Corbyne sedí vedle Adolfa Hitlera. Chtěl tím prý upozornit na rostoucí antisemitismus v corbynovské Labour party. V Británii je populární též jako účastník "investorské show" The Apprentice vysílané BBC.